# Presa Lázaro Cárdenas
La Presa Lázaro Cárdenas, también conocida como la Presa El Palmito, es una presa ubicada en los municipios de Indé y El Oro, Durango. Su embalse tiene una capacidad para 2,873 hectómetros cúbicos de agua, lo que la hace el decimoquinto mayor embalse en México. El uso primordial de esta presa es contener las crecidas de los ríos Sextín y Ramos, donde después de cruzar este embalse crean el Río Nazas, así como para la distribución de agua potable a la Comarca Lagunera.